# 29736 Fichtelberg
29736 Fichtelberg è un asteroide della fascia principale. Scoperto nel 1999, presenta un'orbita caratterizzata da un semiasse maggiore pari a 2,3184950 UA e da un'eccentricità di 0,0562941, inclinata di 7,15590° rispetto all'eclittica.